# Psittacanthus calyculatus
Psittacanthus calyculatus é uma espécie de visco neotropical da família Loranthaceae, nativa da Colômbia, México, Golfo Mexicano e Venezuela.

## Taxonomia
Psittacanthus calyculatus foi primeiramente descrita por de Candolle em 1830 como Loranthus calyculatus, e em 1834, Don a designou para o novo género Psittacanthus.